# Saionji Saneuji
Saionji Saneuji (西園寺実, [[[1194]] - 1269] Erro: {{japonês}}: texto da transliteração contém caractere não latino (pos 19) (ajuda)), foi um nobre da Corte do início do período kamakura da história do Japão.

## Vida
Saneuji era filho de Kintsune. Ingressou na corte imperial em 1197, foi nomeado Sangi em 1211, em 1218 foi nomeado Chūnagon.
Durante Guerra Jōkyū em 1221 ficou do lado das forças imperiais e foi preso, foi libertado pouco tempo depois. Por volta de 1224 foi promovido a Dainagon e em 1230 foi Chūgūshiki (Chefe do Cerimonial da Imperatriz Consorte). Em 1231 foi promovido a Naidaijin em 1235 a Udaijin.
Em 1242, o casamento de uma de suas filhas, Saionji Kitsushi com o Imperador Go-Saga, garantiu o seu poder dentro da família imperial japonesa. O Imperador Go-Fukakusa e o Imperador Kameyama foram netos de Saneuji. Em 1246 foi nomeado Daijō Daijin  e também foi nomeado como Kanto Mōshitsugi (embaixador do Shogunato Kamakura na Corte Imperial).
Em 1257, outra filha de Saneuji, Higashinijō-in se casou com o Imperador Go-Fukakusa. Em 1260 Saneuji torna-se monge budista com o nome de Kukan nove anos mais tarde com 75 anos de idade veio a falecer.

## Poesia
Como poeta waka participou ativamente nos círculos poéticos patrocinados pelo Imperador Go-Toba e pelo Imperador Juntoku. Participou de várias competições waka em 1215, 1216, 1217, 1219, 1220, 1232, 1248 e 1261. Um total de 245 poemas de seus poemas foram incluídos em diferentes antologias imperiais, entre eles o Shinchokusen Wakashū (17 poemas), o Shokugosen Wakashū e Shokukokin Wakashū.